# Michał Hipner
Michał Hipner, również Michael Hipner (ur. 28 sierpnia 1888 w Kierniczkach, zm. 12 grudnia 1956 w Sanoku) – polski działacz robotniczy i socjalistyczny, burmistrz Sanoka.

## Życiorys

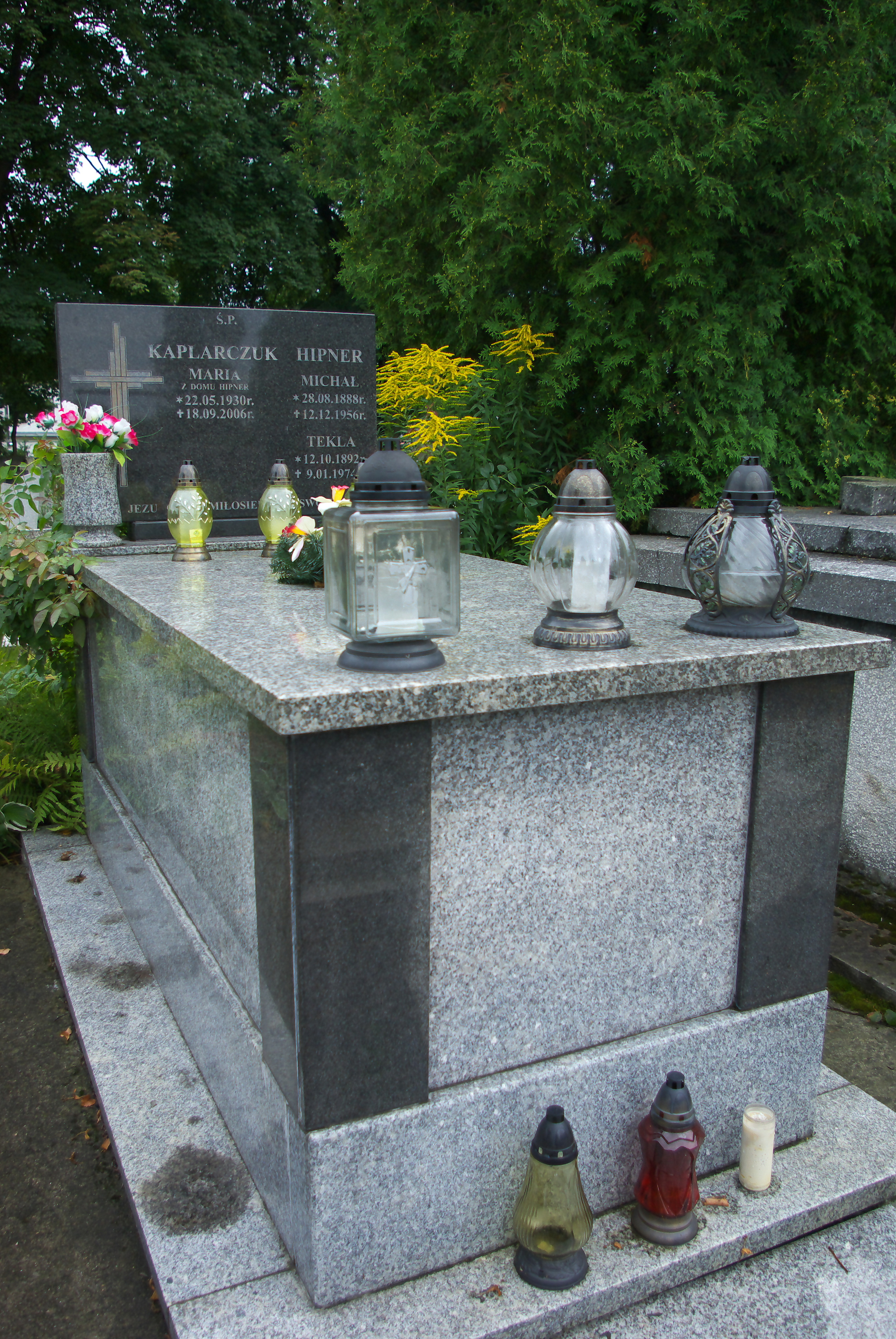
Grobowiec rodziny Hipnerów w Sanoku

Był potomkiem osadników niemieckojęzycznych na Podolu. Urodził się 28 sierpnia 1888 w Kierniczkach koło Husiatyna (według innych źródeł 25 lub 29 września 1888 w samym w Husiatynie). 
Był synem Józefa i Zofii z domu Kalwara. Z zawodu był stolarzem. W okresie II Rzeczypospolitej w tym charakterze pracował w sanockiej Fabryce Wagonów. Działał w Polskiej Partii Socjalistycznej i z ramienia tej partii był wybrany do Rady Miejskiej Sanoka. Był założycielem Spółdzielni „Jedność”, współorganizował budowę Domu Robotniczego w podsanockiej Posadzie Olchowskiej (od 1931 dzielnicy miasta). W wyborach 1939 został radnym Sanoka.
Po zakończeniu II wojny światowej od grudnia 1944 z ramienia PPS był radnym Miejskiej Rady Narodowej w Sanoku. Pełnił funkcję przewodniczącego MRN w Sanoku. W tym czasie, 4 czerwca 1946 został zmuszony do osobistego nadzorowania wykonania szubienicy, na której tego samego dnia został powieszony chor. Henryk Książek, żołnierz Samodzielnego Batalionu Operacyjny NSZ „Zuch”; po tym zdarzeniu Hipner podał się do dymisji, która nie została przyjęta. 23 czerwca 1946 jako przedstawiciel PPS agitował w zorganizowanym przez Powiatową Radą Związków Zawodowych w „Domu Żołnierza” w Sanoku wiecu manifestacyjnym przed referendum z 30 czerwca 1946. 10 lipca 1946 jako kandydat PPS został wybrany przez MRN w Sanoku na stanowisko burmistrza tego miasta pokonując w głosowaniu kandydata Józefa Rygliszyna. Wobec niespełnienia wymogów formalnych (Hipner nie posiadał co najmniej średniego wykształcenia) został zatwierdzony na stanowisku decyzją wojewody od 13 grudnia 1946 (w 1947 radni miejscy zwolnili go z tego wymogu). Jego wybór wywołał niezadowolenie w szeregach działaczy PPR, którzy podjęli próbę jego odwołania w lutym 1947. 27 marca 1947 Hipner razem z m.in. wiceburmistrzem Józefem Bubellą, dyrektorem Muzeum Ziemi Sanockiej Stefanem Stefańskim, dyrektorem Sanockiej Fabryki Wagonów „Sanowag” Filipem Schneiderem, działaczem PPS Romanem Baczyńskim, przed kamienicą służącą za siedzibę 8 Drezdeńskiej Dywizji Piechoty witali przybyłego z Krosna generała Karola Świerczewskiego, który następnego dnia poniósł śmierć pod Jabłonkami.
Michał Hipner pełnił urząd od 1946 do 1949. Ustąpił ze stanowiska burmistrza 7 stycznia 1949, jednak urząd sprawował jeszcze w kolejnych miesiącach. Przed wyborem na funkcję burmistrza oraz po ustąpieniu był kierownikiem piekarni.
Michał Hipner zamieszkiwał przy ulicy Płowieckiej 40a, 42a. Zmarł 12 grudnia 1956 w Sanoku. Został pochowany w grobowcu rodzinnym na cmentarzu przy ul. Rymanowskiej w Sanoku 14 grudnia 1956. Od 1928 jego żoną była Tekla Mazurek z domu Ozubko (1892-1974).